# Natives Land Act
Der Natives Land Act, Act No. 27 / 1913 (deutsch etwa: „Eingeborenen-Landgesetz“) trat 1913 in der Südafrikanischen Union in Kraft und wird als eines der Kernstücke der Rassentrennungspolitik, die ab 1948 unter dem Namen Apartheid bekannt wurde, gesehen. Dieses Gesetz folgte mit seiner Ausrichtung zur administrativen Enteignung der eingeborenen Bevölkerung dem Anliegen des Glen Grey Act aus dem Jahre 1894.
Dem Natives Land Act liegt die Aufteilung des verfügbaren Landes in Gebiete, die ausschließlich für Weiße bzw. ausschließlich für Schwarze bestimmt waren, zugrunde. Schwarze durften daraufhin kein Land in den „weißen“ Gebieten erwerben und ebenso umgekehrt. Es war auch untersagt, dass Schwarze Land von weißen Privatpersonen pachteten. Mit diesem Gesetz gab es eine Landaufteilung, in deren Folge der schwarzen Bevölkerung nur etwa 7 % der Fläche (9.709.586 ha) vom Staatsgebiet der Südafrikanischen Union als Wohn- und Nutzfläche zur Verfügung stand.
Auf diese Weise festigte der Natives Land Act nicht nur die räumliche Trennung der verschiedenen ethnischen Gruppen, er unterstützte auch das System der Wanderarbeit. Von diesem System profitierten vor allem die Minenbesitzer, die Wanderarbeiter als billige Arbeitskräfte einstellten. Der Lohn für die Wanderarbeiter war niedriger als für weiße Arbeiter, die mit ihren Familien häufig in der Nähe der Minen bzw. Bergwerke, in deren Compounds wohnten. Der Grund hierfür war, dass die schwarzen Wanderarbeiter mit ihrem Lohn nicht ihre Familien unterstützen mussten, die auf dem Land blieben und dort von der Farmwirtschaft lebten. Die Familien auf dem Land sorgten in umgekehrter Weise so für die Reproduktion der Arbeitskraft des Wanderarbeiters, indem sie zum Beispiel für ihn Leistungen erbrachten, wenn er krank war oder zu alt, um im Bergwerk zu arbeiten. Auf diese Weise übernahm die Familie des Wanderarbeiters die Funktion einer Sozialversicherung – eine Aufgabe, die im Falle eines vollständig urbanisierten Arbeiters normalerweise der Arbeitgeber übernehmen müsste.
Der Natives Land Act sorgte dafür, dass der Ertrag aus der Farmwirtschaft der schwarzen Familien aus ihrer Sicht weder zu hoch noch zu gering war. Wäre das Einkommen aus der Farmwirtschaft aus Sicht der Minenbesitzer zu hoch gewesen, hätte für die Wanderarbeiter kein Anreiz mehr bestanden, ihre Arbeitskraft den Minenbesitzern anzubieten. Wäre der Ertrag der Farmwirtschaft allerdings zu niedrig gewesen, hätte die Familie des Wanderarbeiters nicht mehr davon leben können. Als Folge hätte die Familie des Wanderarbeiters mit dem Familienoberhaupt in die Nähe der Bergwerke ziehen müssen. Dadurch wären die Bergwerksbesitzer gezwungen gewesen, dem Arbeiter einen höheren Lohn zu bezahlen, um die Reproduktion seiner Arbeitskraft zu gewährleisten.
Die fortschreitende Urbanisierung und Proletarisierung der schwarzen Arbeiter konnte der Natives Land Act von 1913 langfristig allerdings nicht verhindern. Da der Anteil des Landes, der den Schwarzen zugeordnet war, nicht ausreichend groß genug war, konnte der Boden die Familien nach einiger Zeit nicht mehr ernähren und sie waren gezwungen, in die Städte zu ziehen. Eine Reaktion darauf bildete später der Native Trust and Land Act von 1936.